# ウルトラ (アルバム)
『ウルトラ』 (Ultra)はイギリスの音楽グループ、デペッシュ・モードの9枚目のスタジオ・アルバム。1997年4月14日発売。

## 背景、アルバム制作
1993年から1994年、前作ソングス・オブ・フェイス・アンド・デヴォーションリリース後に行われた「デヴォーショナル・ツアー」と、アフリカ、東南アジア、オセアニア公演を含む「エキゾチック・ツアー」の計14ヶ月に達する世界ツアーの結果、バンドは全世界的な成功を収めるに至ったが、それに伴うバンドの精神的・肉体的な疲弊はもはや限界に達していた。
特に当時ロサンゼルス在住だったデイヴ・ガーンの薬物中毒は悪化の一途を辿っていき、ロンドンにいたその他のメンバーとも疎遠になっていった。また同じ頃マーティン・ゴアもアルコール中毒に悩まされており、メンバーの一人であるアラン・ワイルダーはそんなバンドの状態に見切りを付け、自身の36歳の誕生日である1995年6月1日にバンド脱退を発表する。アランと親しい仲であったデイヴの状況はますます深刻化、ドラッグ漬けの日々を送っていたデイヴに対し当時の妻がデイヴの元を去る。その後の自宅の強盗被害やリストカットによる自殺未遂を経て、翌1996年5月にはロサンゼルスのホテルにてスピードボール（ヘロインとコカインの混合物）のオーバードースにより意識不明に陥る。駆けつけた救急車の中で2分間の心停止から生還したものの、ドラッグ摂取による逮捕状を請求され、これを受理した。
一方で他のメンバー2人は1996年初めからロンドンでニューアルバムのためのトラック制作を開始しており、春にはニューヨークでデイヴを迎えてレコーディングを行うも、6週間で使えるボーカル・テイクは一つしかない状態だった。それでもデイヴの回復を待ちながら辛抱強くレコーディングを行い、翌1997年2月にようやくアルバムが完成、前作から4年ぶりの新作リリースに漕ぎ着けた。

## 概要
プロデューサーにはボム・ザ・ベースでの活動で知られるティム・シムノンが担当した。それまでのバンドが経験した過酷な状況を反映したような、暗くヘヴィな歌詞やサウンドが押し出された。脱退したアラン・ワイルダーの音響を重視したアレンジから、ティムの手によるヒップホップやモダンロックからの影響が濃い、リズムを重視した攻撃的な音作りへと変化した。
商業的には前作に続き全英初登場1位を獲得、その他ドイツ、スペイン、スウェーデン、ベルギーなどでチャート1位を獲得し、ビルボードでは5位を記録。バンドの復活を印象付けた。

## 収録曲
全曲マーティン・ゴアによる作詞作曲
1. バレル・オブ・ア・ガン / Barrel of a Gun - 5:35
2. ザ・ラヴ・シーヴス / The Love Thieves - 6:34
3. ホーム / Home - 5:42
4. イッツ・ノー・グッド / It's No Good - 5:58
5. ユースリンク / Uselink - 2:21
6. ユースレス / Useless - 5:12
7. シスター・オブ・ナイト / Sister of Night - 6:04
8. ジャズ・シーヴス / Jazz Thieves - 2:54
9. フリーステイト / Freestate - 6:44
10. ザ・ボトム・ライン / The Bottom Line - 4:26
11. インサイト / Insight - 6:26
12. ジュニア・ペインキラー / Junior Painkiller - 2:11 ※隠しトラック

## 参加ミュージシャン
- デイヴ・ガーン - ボーカル
- マーティン・ゴア - キーボード、ギター、コーラス、リードボーカル (#3, #10)
- アンディ・フレッチャー - コーラス (#1)

### その他ミュージシャン
- ヴィクター・インドリッツォ - パーカッション (#1, #4)
- ヤキ・リーベツァイト - パーカッション (#10)
- BJコール - ペダル・スティール・ギター (#10)
- 屋敷豪太 – ドラムス (#6)
- キース・ルブラン - ドラムス (#6)
- ダニー・カミングス - パーカッション (#6, #9)
- ダグ・ウィンビッシュ - ベースギター (#6)
- ダニエル・ミラー - System700 (#5)